# Кекю
Кекю — пересыхающее горько-солёное озеро в Черноземельском районе Калмыкии.
Относится к Западно-Каспийскому бассейновому округу, бассейну реки Восточный Маныч. Площадь — 20,8 км². Входит в систему Состинских озёр.

## Название
Гидроним Кекю производен от калм. Көк — синий; голубой; зелёный; серый. На топографической карте 1989 года озеро обозначено под названием Светлое.

## Физико-географическая характеристика
Озеро расположено на западе Чёрных земель, являющихся частью Прикаспийской низменности. Береговая линия изрезана многочисленными мелкими заливами.
Гидрологический режим озера естественно-антропогенный. Озеро расположено в зоне резко континентального, полупустынного климата. В условиях значительного испарения роль дождевых осадков в водном режиме озера не велика. До ввода в эксплуатацию Чограйского водохранилища основным источником питания водоёма являлись осадки, выпадающие в зимний период. С 1970-х в озеро поступает избыток воды из Чограйского водохранилища.